# Oreodesmus travassosi
Oreodesmus travassosi är en mångfotingart som beskrevs av Christoph D. Schubart 1958. Oreodesmus travassosi ingår i släktet Oreodesmus och familjen Chelodesmidae. Inga underarter finns listade i Catalogue of Life.